# بايرازين
بايرازين (أو بيرازين) هو مركب حلقي غير متجانس، عضوي عطري، وصيغته الكيميائية هي C4H4N2؛ وهو ينتمي إلى مجموعة مركبات الديازينات.
والبايرازين جزيء متناظر، مجموعة التناظر له هي D2h. تشتهر مشتقاته كالفينازين بسبب نشاطها كمضادات حيوية، ومضادات للورم ومدرة للبول. يعتبر تواجد البايرازين في الطبيعة أقل من تواجد البيريدين والبايريدازين وبيريميدين.

## التركيب
توجد طرق عديدة لتخليق المركب ومشتقاته عضوياً؛ وتعتبر بعض هذه الطرق من بين أقدم طرق التخليق العضوي التي لا تزال قيد الاستخدام.
في «مركب بايرازين ستايديل-روغميير» (1876)، يتفاعل غاز سي إن مع الأمونياك وينتج أمينو كيتون، ثم يتكثف ويتأكسد ليصبح بايرازين. أما «مركب بايرازين غاتكنخت» (1879) فيرتكز على مبدأ التكثيف الذاتي، لكنه يختلف في طريقة تخليق كيتوأمين ألفا.
مركب غاستالدي (1921) هو تباين آخر